# Allodape quadrilineata
Allodape quadrilineata là một loài Hymenoptera trong họ Apidae. Loài này được Cameron mô tả khoa học năm 1905.